# Elle (filme)
Elle (prt: Ela; bra: Elle) é um filme franco-belgo-alemão de 2016, dos gêneros drama e suspense, dirigido por Paul Verhoeven com roteiro de David Birke baseado no romance Oh..., do escritor francês Philippe Djian.
O filme é o primeiro longa-metragem de Verhoeven desde Zwartboek de 2006, e seu primeiro filme na língua francesa. Estreou em competição no Festival de Cannes de 2016, onde foi aclamado pela crítica. Elle ganhou o Globo de Ouro de Melhor Filme Estrangeiro e o prêmio Critics' Choice Movie Award de Melhor Filme Estrangeiro. Foi também escolhido como o representante da França para o Oscar de Melhor Filme Estrangeiro em 2017, mas não foi indicado. No 42º Prêmio César na França, o filme recebeu onze indicações, e ganhou o melhor filme.

## Sinopse
Executiva de uma empresa de videogames é estuprada em sua casa por um assaltante mascarado, mas decide não se deixar abalar, levando sua vida adiante. Só que o estuprador não desistiu dela, e a situação pode sair do controle a qualquer momento.

## Elenco
- Isabelle Huppert ... Michèle Leblanc
- Christian Berkel ... Robert
- Anne Consigny ... Anna
- Virginie Efira ... Rebecca
- Laurent Lafitte ... Patrick
- Charles Berling ... Richard
- Alice Isaaz ... Josie
- Judith Magre - Irène
- Vimala Pons ... Hélène
- Jonas Bloquet ... Vincent
- Lucas Prisor ... Kurt
- Raphaël Lenglet ... Ralph

## Recepção
Na França, o filme tem uma nota média de 4,3/5 no AlloCiné calculada a partir de 37 resenhas da imprensa. No site agregador de críticas Rotten Tomatoes, 91% das 237 resenhas dos críticos são positivas, com uma classificação média de 8/10. O consenso do site diz: "Elle encontra o diretor Paul Verhoeven operando no pico de potência - e se beneficiando de um desempenho tipicamente excepcional de Isabelle Huppert no papel central." O Metacritic, que usa uma média ponderada, atribuiu ao filme uma pontuação de 89 em 100, baseado em 36 críticos, indicando "aclamação universal".

## Prêmios e indicações
Óscar - 2017
- Indicada
  - Melhor atriz (Isabelle Huppert)[9]

Globo de Ouro - 2017
- Venceu
  - Melhor atriz - drama (Isabelle Huppert)[10]

- - Melhor filme em língua não inglesa[10]

Festival de Cannes - 2016
- Indicado
  - Palma de Ouro[11]